# Venas (geslacht)
Venas is een geslacht van vlinders van de familie dikkopjes (Hesperiidae), uit de onderfamilie Hesperiinae.

## Soorten
- V. caerulans (Mabille, 1878)
- V. evans (Butler, 1877)